# Ligne de Chauny à Saint-Gobain
La ligne de Chauny à Saint-Gobain est une ancienne ligne de chemin de fer française fermée et partiellement déposée qui reliait la ville de Chauny à celle de Saint-Gobain, toutes deux dans le département de l'Aisne.

## Histoire
La ligne est concédée par une convention signée le 23 avril 1856 entre le ministre des Travaux publics et la Société des glaces de Saint-Gobain. Cette convention est approuvée par un décret impérial à la même date.
Elle fut créée au départ pour le fonctionnement de la manufacture des glaces de Saint-Gobain. C'est une des lignes d'intérêt local qui fut la moins onéreuse à la construction. En effet Alfred Picard, ingénieur des ponts et chaussée note en 1884, que l' « on avait en France, indépendamment de l'exemple des chemins du Bas-Rhin, celui d'autres lignes construites à bon marché et particulièrement du chemin de Saint-Gobain à Chauny (103 000 fr. par kilomètre) ».
C'est la compagnie qui a la charge de cette usine qui en obtient la concession en 1856 (Chauny et Cirey). Elle n'a jamais accueilli beaucoup de voyageurs et cette activité cesse dès 1950. Le trafic de marchandises s'arrêtera quant à lui beaucoup plus tard à la fermeture de l'usine le premier décembre 1993. Bien qu'exploitée par la SNCF dès 1983, elle ne sera rattachée au réseau ferré national qu'en 1990 par décret du 11 août.

## Parcours et vestiges

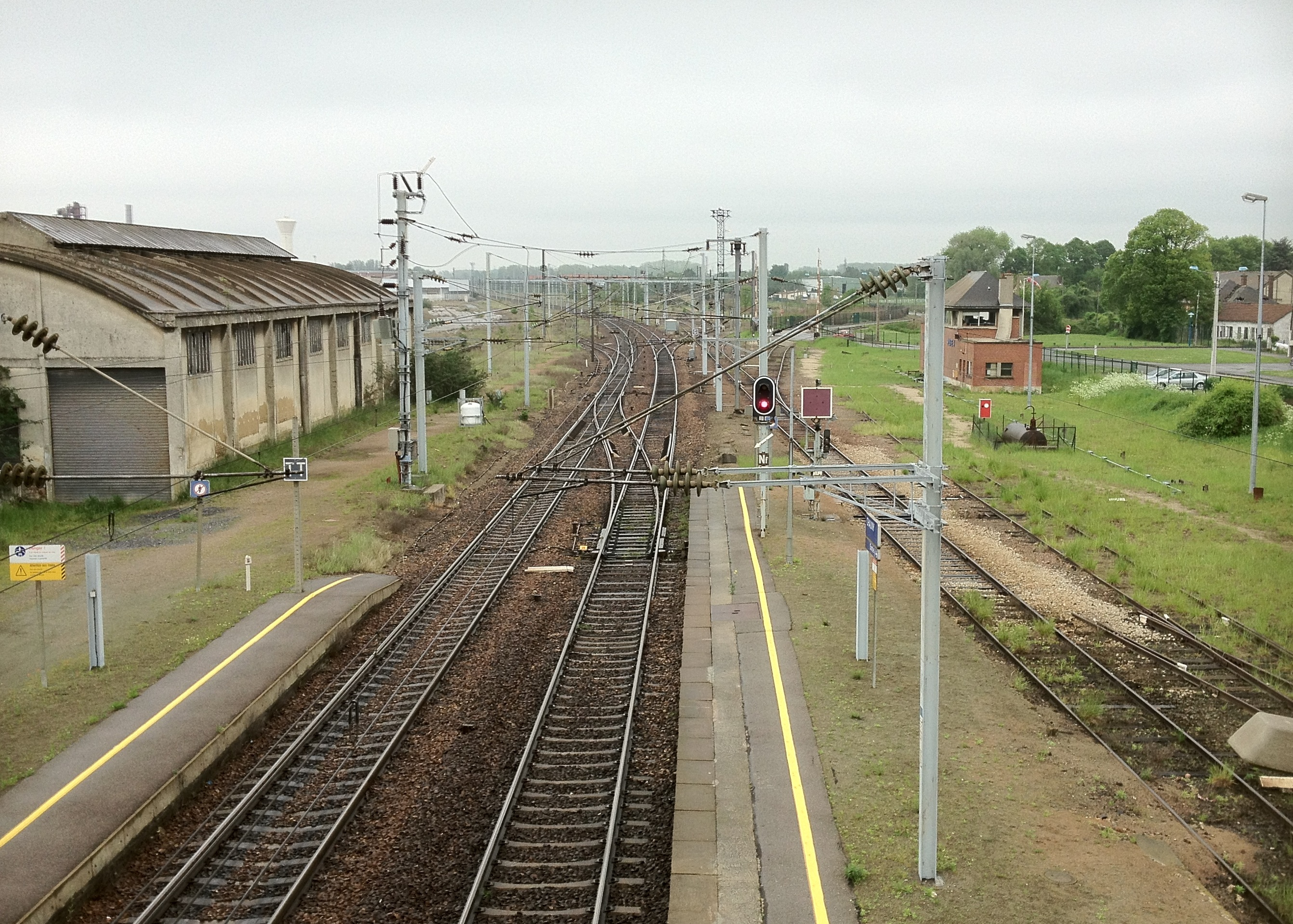
Sur cette photographie, à droite, la voie mère de Chauny-Saint-Gobain

Cette ligne quitte la ligne de Creil à Jeumont juste à droite à la sortie de la gare de Chauny en direction de Tergnier. Elle part vers le Sud en direction des usines qu'elle dessert encore, en franchissant le canal latéral à l'Oise et l'Oise elle-même.
Elle traverse des villages du Sud de Chauny (Sinceny et Autreville) notamment, où une gare est encore visible. Elle s'enfonce ensuite vers l'Ouest dans la forêt de Saint-Gobain où se trouvaient les gares du Rond d'Orléans et de Barisis-aux-Bois. Cette gare fut démolie une première fois lors de la première guerre mondiale, puis reconstruite et à nouveau démolie par la seconde guerre mondiale.

Histoire des gares de la ligne à travers les images, dans l'ordre, de Chauny à Saint-Gobain :
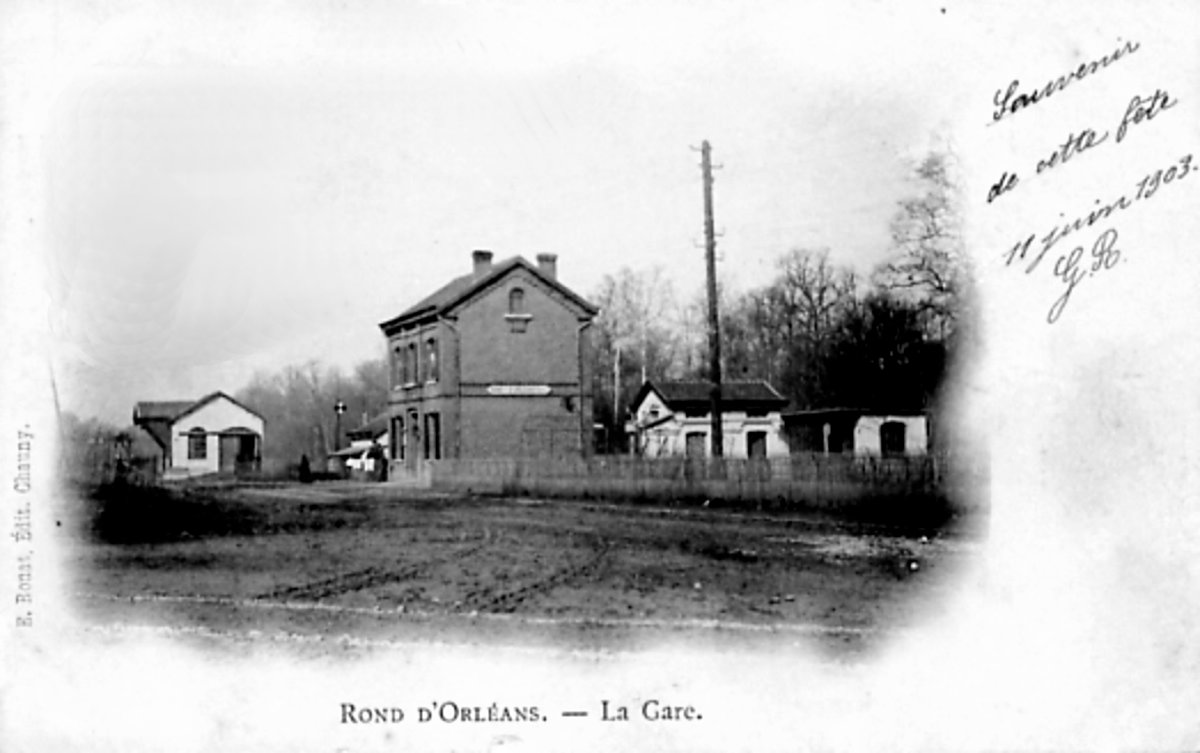
La Gare du Rond d'Orléans de la Compagnie du Nord en 1903
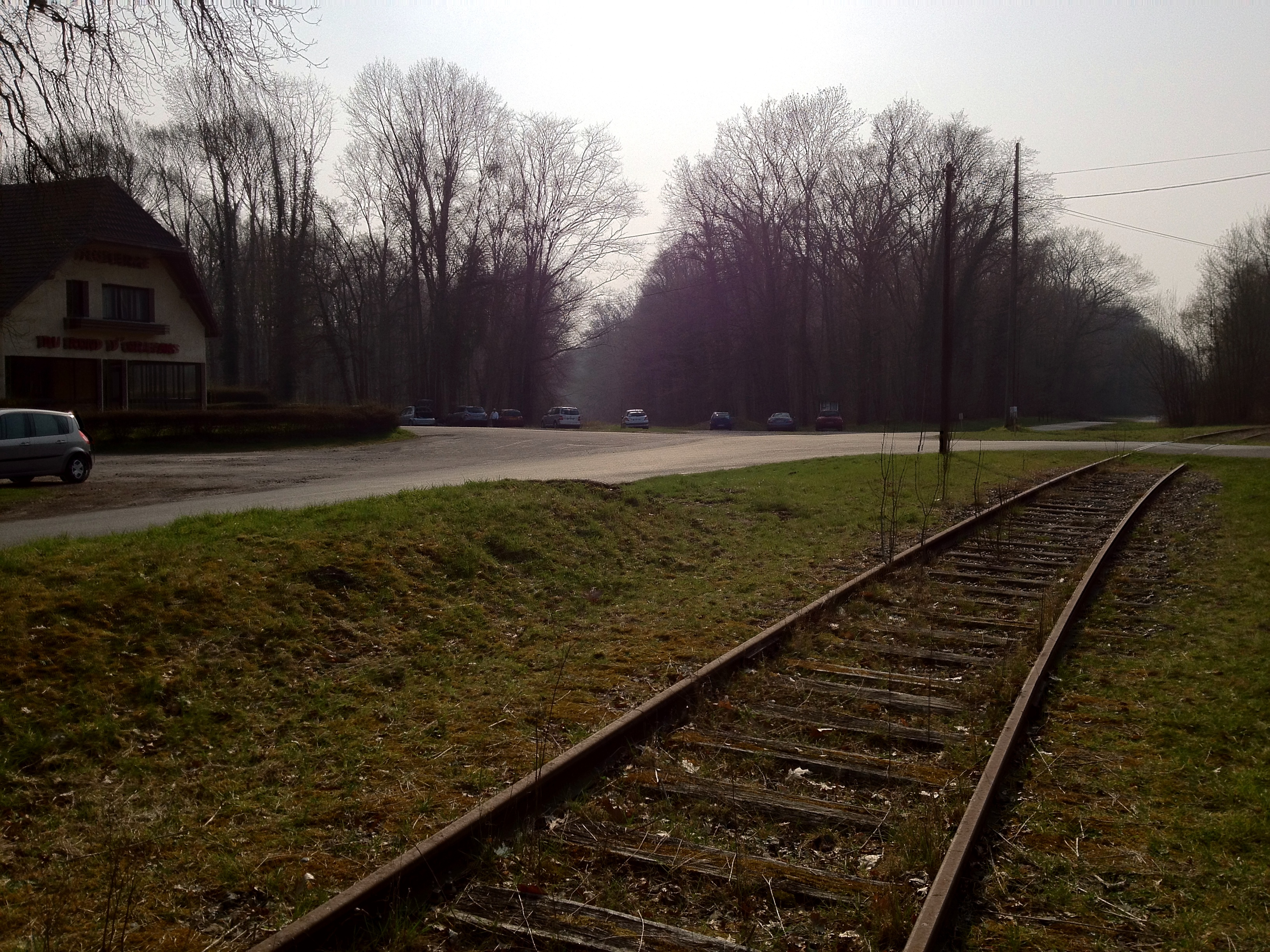
Emplacement de la gare du Rond d'Orléans du Chauny-St Gobain (2012)
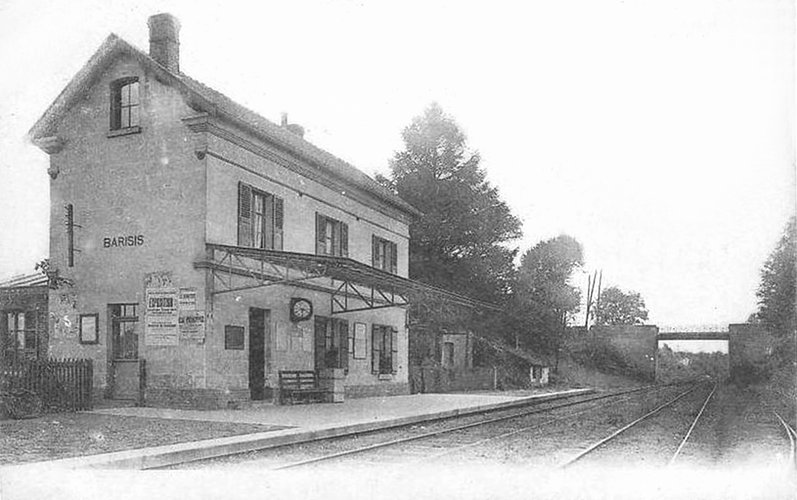
La gare de Barisis-aux-Bois avant la première guerre mondiale
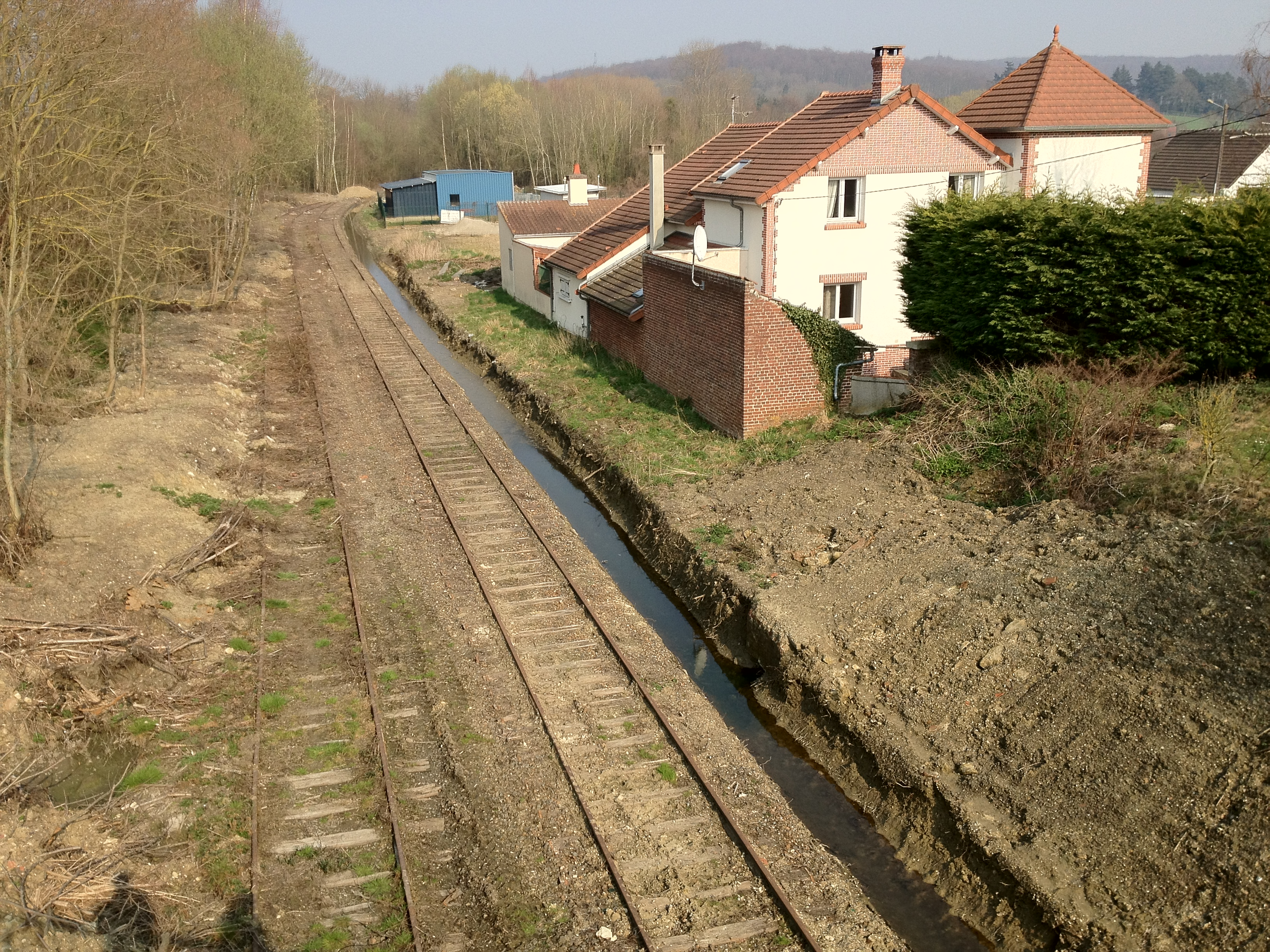
Gare de Barisis-aux-Bois : les vestiges en 2012
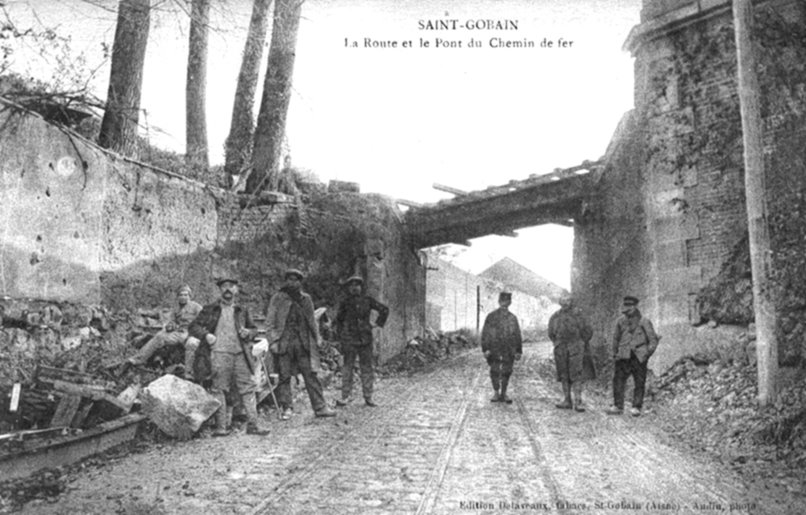
Le pont-rail à Saint-Gobain au-dessus de la ligne de tramway de Tergnier à Anizy-Pinon.

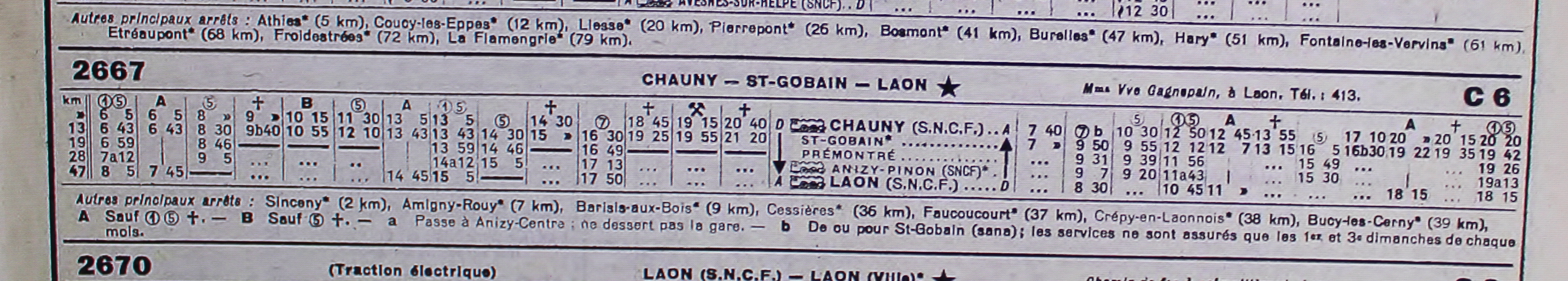
Horaire des trains de la ligne en 1956.

Elle atteignait Saint-Gobain où les culées du pont à tablier métallique donnant accès à la glacerie sont encore visibles. Elle est encore ferrée sur la majorité de sa longueur à l'exception des passages à niveau des routes principales.